# Roman Turyn
Roman Turyn, ukr. Роман Турин (ur. 2 września 1900 w Śniatynie, zm. 29 sierpnia 1979 we Lwowie) – ukraiński malarz, kolekcjoner.
W latach 1921–1925 studiował na ASP w Krakowie, u profesorów Władysława Jarockiego i Józefa Pankiewicza, następnie w latach 1925–1927 studiował w Paryżu.
Zimą 1930/1931 pracując w Krynicy i mieszkając w pensjonatach "Władysława" i "Słotwinka" (prowadzonych przez jego rodziców), odkrył talent Nikifora, zaczął kolekcjonować jego rysunki  i obrazy, pomagał materialnie, zlecił również opiekę nad nim. 
W czerwcu 1931 zorganizował wystawę prac Nikifora we Lwowie, rozpropagował prace Nikifora wśród kapistów, a w 1932 dołączył jego prace do wspólnej wystawy w Paryżu (organizowanej przez Ukrainskyj Nacjonalnyj Muzej ze Lwowa, wystawiali tam malarze francuscy, włoscy i ukraińscy). Wystawa ta miała miejsce w galerii Leon Marseille od 7 listopada do 10 listopada 1932. 
Roman Turyn zgromadził dużą kolekcję (ponad 200 prac) rysunków Nikifora, jednak w połowie lat 30. XX wieku zmuszony był zastawić kolekcję. Pożyczki nie zwrócił w terminie, więc właścicielem kolekcji stał się Jerzy Wolff.